# Lista inamicilor lui Batman

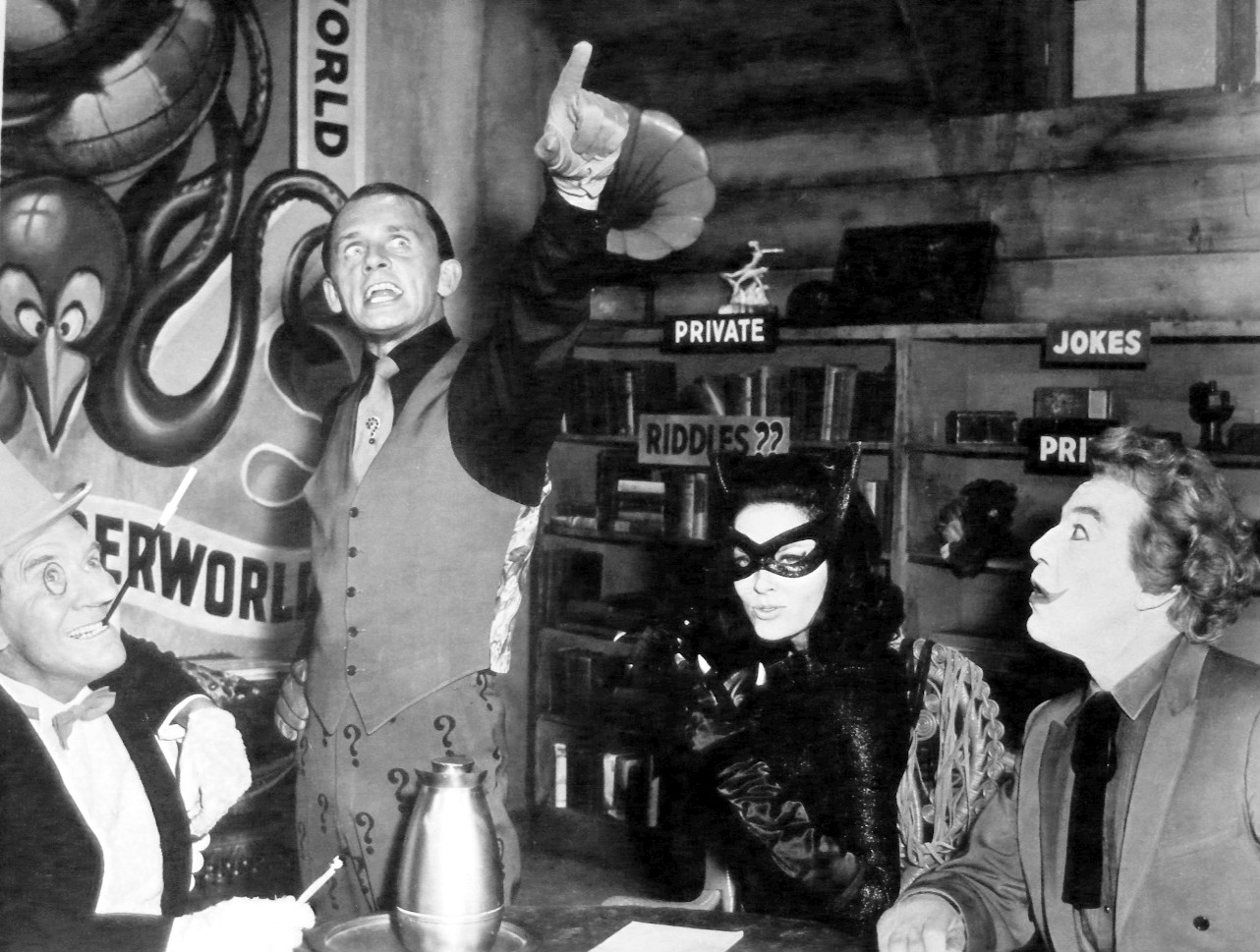
Reuniunea celor mai mari infractori din Gotham în filmul Batman (1966): Penguin, Riddler, Catwoman și Joker.

Lista inamicilor lui Batman cuprinde profilurile celor mai importanți infractori care activează în Gotham City. Personajele, protagoniste în benzile desenate americane publicate de DC Comics, luptă pentru supremație împotriva „Cavalerului Negru”, dar și a aliaților săi.
De la prima apariție a lui Batman, în Detective Comics #27 (mai 1939), distribuția sa s-a extins pentru a include și alți supereroi, devenind ceea ce se numește acum „familia Batman”. La fel ca în cazul altor justițiari, a fost introdusă de-a lungul anilor o distribuție de inamici recurenți ai acestei familii, numită colectiv „galeria de pungași a lui Batman”. Multe personaje din această galerie suferă de probleme psihice, motiv pentru care devin pacienți la Azilul Arkham după ce sunt arestați.
Dușmanii lui Batman sunt considerați adesea ca fiind cel mai important grup răuvoitor din panteonul DC Comics, costumațiile, personalitățile și poveștile lor de origine integrându-se în cultura americană, fiind adaptate în cărți, filme și jocuri video.

## Membri notabili
Următoarele personaje sunt listate în ordine cronologică, după data debutului lor în franciza Batman. Sunt prezentate, de asemenea, scurte biografii ale fiecărui criminal fictiv, referitoare la istoria și caracteristicile lor în Universul DC.
| Răufăcător                               | Imagine | Creator                               | Data debutului                                   | Biografie |
| ---------------------------------------- | ------- | ------------------------------------- | ------------------------------------------------ | --- |
| Hugo Strange                             |         | Bob Kane Bill Finger                  | Detective Comics #36 (februarie 1940)            | Hugo Strange este un psiholog nebun care se folosește de măiestria sa în domeniul chimiei pentru a crea un ser ce transformă victimele sale în monștri fără minte. El a reușit să deducă că Batman este Bruce Wayne. |
| Catwoman / Femeia Pisică                 |         | Bob Kane Bill Finger                  | Batman #1 (primăvară 1940)                       | Selina Kyle este o hoață de bijuterii desăvârșită. Deși este considerată în mod tradițional o răufăcătoare, ea este adesea prezentată ca un antierou, și, ocazional, are o relație romantică cu Batman. |
| Joker                                    |         | Bob Kane Bill Finger Jerry Robinson   | Batman #1 (primăvară 1940)                       | Jokerul (numele real necunoscut) este un maniac ucigaș cu o înfățișare de clovn, hotărât să facă ravagii în Gotham City, și să ducă o luptă fără sfârșit împotriva lui Batman. Arsenalul său include cărți de joc cu muchii ascuțite și flori trucate care scuipă acid. |
| Clayface                                 |         | Bob Kane Bill Finger                  | Detective Comics #40 (iunie 1940)                | Actorul Basil Karlo a înnebunit atunci când a aflat că va fi făcut un remake al unuia dintre filmele sale, cu un alt actor în rolul principal. Adoptând pseudonimul răufăcătorului filmului, „Clayface”, a atacat mai mulți membri ai distribuției și echipei de filmare. Mai târziu, a căpătat puteri de schimbare a formei, și a devenit Ultimate Clayface. |
| Scarecrow / Sperietoarea                 |         | Bob Kane Bill Finger                  | World's Finest Comics #3 (septembrie 1941)       | Profesorul Jonathan Crane a fost hărțuit în copilărie. În anii maturității a devenit psiholog și biochimist. Dat afară de la universitate pentru metodele sale de predare neortodoxe, acum se îmbracă simbolic, într-o sperietoare, și folosește o toxină care face ca victimele sale să aibă halucinații în care văd ceea ce le este cel mai frică. |
| Penguin / Pinguinul                      |         | Bob Kane Bill Finger                  | Detective Comics #58 (decembrie 1941)            | Oswald Chesterfield Cobblepot este un infractor viclean, de statură mică, care rareori este văzut fără cel puțin una dintre umbrelele sale trucate. Pinguinul se folosește de clubul său de noapte, Iceberg Lounge, ca paravan pentru activitățile sale criminale. |
| Two-Face                                 |         | Bob Kane Bill Finger                  | Detective Comics #66 (august 1942)               | Harvey Dent a fost procuror districtual în Gotham City, până când jumătate din fața sa a fost desfigurată de acid, după ce a fost atacat de șeful mafiot Sal Maroni. Dezvoltând o tulburare disociativă de identitate, Dent devine obsedat de conceptul de dualitate, și trebuie să ia majoritatea deciziilor sale prin aruncarea monedei care îl caracterizează. În calitate de Two-Face, Dent comite crime care au ca temă numărul doi și dualitatea. |
| Tweedledum și Tweedledee                 |         | Don Cameron Jerry Robinson Bob Kane   | Detective Comics #74 (aprilie 1943)              | Dumphrey și Deever Tweed sunt verișori a căror înfățișare asemănătoare îi face să fie adesea confundați cu gemenii identici. Cei doi poartă costume inspirate din cele ale omonimilor lor din cartea lui Lewis Carroll, Alice în Țara Oglinzilor, atunci când își comit crimele. |
| Solomon Grundy                           |         | Alfred Bester Paul Reinman            | All-American Comics #61 (octombrie 1944)         | Cyrus Gold a fost un comerciant din Gotham City, care a fost ucis și aruncat în mlaștina Slaughter Swamp, unde a fost transformat într-o creatură incredibil de puternică, asemănătoare unui zombi. Inițial a fost un inamic al Lanternei Verzi, dar a avut numeroase întâlniri și cu Batman. |
| Riddler / Ghicitoarea                    |         | Bill Finger Dick Sprang               | Detective Comics #140 (publicată în august 1948) | Edward Nashton, alias Edward Nygma (sau E. Nygma), este un geniu criminal care are o obsesie de a-l provoca pe Batman, lăsând indicii despre crimele sale sub formă de ghicitori, puzzle-uri și jocuri de cuvinte. Inteligența lui Nygma o rivalizează pe cea a lui Batman. Nygma poartă adesea cu el un baston cu vârf de semn de întrebare, precum și multe alte trucuri de puzzle. Pinguinul este unul dintre partenerii săi. |
| Mad Hatter / Pălărierul Nebun            |         | Bob Kane Bill Finger                  | Batman #49 (octombrie 1948)                      | Jervis Tetch este inspirat de Alice în Țara Minunilor pentru a comite crime. El își folosește tehnologia de control al minții pentru a supune oamenii din Gotham. |
| Deadshot                                 |         | Bob Kane David Vern Reed Lew Schwartz | Batman #59 (iunie 1950)                          | Floyd Lawton este un asasin lunetist excelent care, atunci când mânuiește o armă sau un proiectil, nu ratează nicio lovitură. |
| Killer Moth / Molia                      |         | Bill Finger Dick Sprang Lew Schwartz  | Batman #63 (februarie 1951)                      | Drury Walker, alias Cameron Van Cleer, este un criminal-molie, cunoscut ca fiind primul răufăcător învins de Batgirl. |
| Firefly                                  |         | France Herron Dick Sprang             | Detective Comics #184 (iunie 1952)               | Garfield Lynns este un orfan devenit piroman, după ce și-a dezvoltat un costum ignifug. El inventează numeroase arme care implică lumina pentru a comite crime. |
| Mister Freeze / Mr. Zero / Domnul Îngheț |         | Bob Kane Sheldon Moldoff David Wood   | Batman #121 (februarie 1959)                     | Dr. Victor Fries este un om de știință care a vărsat din greșeală substanțe chimice criogenice pe el însuși în timp ce inventa un pistol de îngheț. Acum, având nevoie de temperaturi sub zero grade pentru a supraviețui, el folosește arme care induc înghețarea și trebuie să poarte un costum de gheață. Fries a fost reinventat ulterior ca o figură tragică și antierou ocazional, mai exact un strălucit criogenist a cărui soție iubită, Nora, s-a îmbolnăvit în fază terminală. El a căutat obsesiv o modalitate de a o vindeca, până când un accident industrial cauzat de un director de afaceri lacom l-a transformat într-un mutant. |
| Poison Ivy / Iedera Otrăvitoare          |         | Robert Kanigher Carmine Infantino     | Batman #181 (iunie 1966)                         | Pamela Lillian Isley, fostă studentă la biochimie botanică avansată, folosește în crimele sale plante de diferite soiuri. Ea are capacitatea de a controla toată viața vegetală, și este imună la toate otrăvurile pe bază de plante. |
| Man-Bat                                  |         | Frank Robbins Neal Adams              | Detective Comics #400 (iunie 1970)               | Dr. Kirk Langstrom a inventat un ser care să-i confere ecolocație în încercarea de a-și vindeca surzenia. Serul a avut un efect secundar neprevăzut, transformându-l în monstruoasa creatură hibridă om-liliac cunoscută sub numele de Man-Bat. |
| Ra's al Ghul                             |         | Dennis O'Neil Neal Adams              | Batman #232 (iunie 1971)                         | Ra's al Ghul („Capul Demonului” în arabă) este un ecologist internațional radical, vechi de secole, care crede că acțiunile sale ajută la „aducerea echilibrului” în lume. Ra's al Ghul este fondatorul Ligii Asasinilor, și este pe deplin conștient de identitatea secretă a lui Batman. Impresionat de abilitățile și intelectul lui Batman, el dorește ca Bruce Wayne să-i ia locul ca moștenitor. |
| Killer Croc                              |         | Gerry Conway Don Newton Gene Colan    | Batman #357 (martie 1983)                        | Waylon Jones are o afecțiune care i-a deformat corpul în forma unui crocodil uriaș. Pe măsură ce Killer Croc a căzut în disper, și-a ascuțit dinții până la vârfuri, și a început să ucidă victime nevinovate. El posedă super-forță și este imun la toxine. |
| Black Mask                               |         | Doug Moench Tom Mandrake              | Batman #386 (august 1985)                        | Roman Sionis este un om de afaceri corupt și un lord al crimei care are o fixație pentru măști. El poartă o mască neagră asemănătoare unui craniu care îi conferă abilități de control al minții. |
| Ventriloquist / Scarface                 |         | Alan Grant John Wagner Norm Breyfogle | Detective Comics #583 (februarie 1988)           | Arnold Wesker este un ventriloc scund și blând, care suferă de o tulburare disociativă de identitate. El proiectează o personalitate criminală prin intermediul marionetei sale gangster, Scarface. |
| Victor Zsasz                             |         | Alan Grant Norm Breyfogle             | Batman: Shadow of the Bat #1 (iunie 1992)        | Victor Zsasz, alias Mister Zsasz, este un ucigaș în serie al cărui modus operandi constă în tăierea gâturilor victimelor sale, apoi aranjarea cadavrelor în ipostaze realiste. Pentru fiecare dintre victimele sale, el își taie un semn pe propriul corp. |
| Harley Quinn                             |         | Paul Dini Bruce Timm                  | Batman: Serialul de Animație (septembrie 1992)   | Dr. Harleen Quinzel a fost psihiatrul lui Joker la Azilul Arkham până când s-a îndrăgostit de el, și a devenit aliata sa nebună, Harley Quinn. Ea este adesea maltratată de Joker, dar acest lucru rareori schimbă ceea ce simte pentru el. |
| Bane                                     |         | Chuck Dixon Doug Moench Graham Nolan  | Batman: Vengeance of Bane #1 (ianuarie 1993)     | Criminalul internațional mascat cunoscut sub numele de Bane are o forță imensă, obținută de la un super-steroid numit Venom. Puterea brută a lui Bane, cuplată cu intelectul său de geniu, îl transformă într-o amenințare considerabilă pentru Batman, reușind odată să-i rupă spatele supereroului. |
| Hush                                     |         | Jeph Loeb Jim Lee                     | Batman #609 (ianuarie 2003)                      | Dr. Thomas Elliot este un chirurg strălucit care îl are ca țintă atât pe Bruce Wayne, prietenul său din copilărie, cât și pe Batman. |